# Myosotideae
Myosotideae, tribus biljaka, dio potporodice Cynoglossoideae. Postoji 6 rodova, a tipični je Potočnica (Myosotis), od kojega desetak vrsta raste i u Hrvatskoj.

## Rodovi
1. Brachybotrys Maxim. ex Oliv. (1 sp.)
2. Trigonotis Stev. (69 spp.)
3. Stephanocaryum Pop. (3 spp.)
4. Decalepidanthus Riedl (10 spp.)
5. Pseudomertensia Riedl (8 spp.)
6. Myosotis L. (155 spp.)